# XXXY 증후군
XXXY 증후군(XXXY syndrome)은 남성이 추가적으로 2개의 X 염색체가 있는, 성염색체 이수성의 특징을 보이는 성증후군이다. 남성은 일반적으로 오직 2개의 성염색체 X와 Y만 가지고 있다. SRY 유전자의 기능이 있는 Y 염색체의 존재가 남성의 여부를 결정하는데 기여한다. 이러한 이유로 XXXY 증후군은 오직 남성에게만 영향을 미친다. XXXY 증후군이 있는 남성의 경우 2개의 염색체가 더 있기 때문에 일반적인 46개의 염색체가 아닌 총 48개의 염색체를 갖게 된다. 이러한 이유로 XXXY 증후군은 48, XXXY라고도 부른다. 50,000명의 출생 남아 가운데 1명에게서 발생한다.

## 같이 보기
- 클라인펠터 증후군